# Stuart Duncan
Stuart Duncan (Quantico, 14 aprile 1964) è un polistrumentista statunitense, membro della Nashville Bluegrass Band.
Come turnista ha lavorato con George Strait, Dolly Parton, Reba McEntire, Barbra Streisand, Mark Knopfler, Emmylou Harris, Robert Plant, Alison Krauss e Diana Krall.